# Matignon
 Matignon  es una población y comuna francesa, situada en la región de Bretaña, departamento de Côtes-d'Armor, en el distrito de Dinan y cantón de Matignon.

## Demografía
| 1327 | 1417 | 1591 | 1609 | 1613 | 1537 |
| Para los censos de 1962 a 1999 la población legal corresponde a la población sin duplicidades (Fuente: INSEE [Consultar]) |      |      |      |      |      |